# ヤーナ・クニッツ
ヤーナ・クニッツ（Jaana Kunitz、1972年10月8日 - ）は、フィンランド生まれの社交ダンサー。

## 略歴
1972年、フィンランド・タイバルコスキに生まれる。アメリカ合衆国・カリフォルニア州サン・ディエゴを拠点に活動している。
相方のジェイムズ・クニッツと結婚後、社交ダンスの競技会への出場からは遠ざかり、動画の製作、ダンスの指導、ダンス健康計画への取り組みに専念するようになる。夫のジェイムズとともに、PBS、NBC、Goodlife TV、ESPNの番組に出演している。彼らは夫婦で映画『ダンス・ウィズ・ミー』(en:Dance with Me (1998 film))にも出演しており、ラテン・ダンスの決勝戦出場選手として登場した。『Samba: Funky Moves with James & Jaana Kunitz』を初めとする動画も多数制作している。ロシア出身のダンサー、ジュリア・パワーズ（本名は「ユーリア・ゴルチェコヴァ」）と共同で制作した『コアリズム』(Core Rhythms)は、ラテン・ダンスを基盤としたダンスであり、これは有料番組と通販番組でも取り上げられた。サン・ディエゴにあるダンス教室『The Champion Ballroom Academy』にて直接指導している。夫のジェイムズとともに『Figure 8』と名付けた新たな演目を発表している。

## 参考
1. ↑  “Dance Instructors”. dancesportbc.com. 2004年6月26日時点のオリジナルよりアーカイブ。2021年2月26日閲覧。
2. ↑  “Core Rhythms Dance Exercise Program”. corerhythms.com. 2006年4月14日時点のオリジナルよりアーカイブ。2021年2月26日閲覧。
3. ↑  “News and Events”. championballroom. 2007年2月4日時点のオリジナルよりアーカイブ。2021年2月26日閲覧。
4. ↑  “Figure 8 Fitness”. buy.figureeight.fit. 2019年3月4日閲覧。